# Latikoili
Latikoili (en népalais : लाटिकोइली) est un comité de développement villageois du Népal situé dans le district de Surkhet. Au recensement de 2011, il comptait 19 963 habitants.